# クリス・マーティン (1988年生のサッカー選手)
クリス・マーティン（Chris Martin 、1988年11月4日 - ）は、イングランド・ベックレス出身のプロサッカー選手。クイーンズ・パーク・レンジャーズFC所属。ポジションはFW。

## 経歴

### クラブ
10歳でノリッジ・シティFCのユースチームでプレーを始め、18歳でプロデビュー。レンタル移籍で経験を積んだ後、2009-10シーズンに復帰しリーグ1優勝とチャンピオンシップ昇格に貢献した。
しかしその後はポジションを失い、レンタル移籍を繰り返した。そして2012–13シーズン終了後、ダービー・カウンティFCに完全移籍で放出された。2013-14シーズン、ストライカーとして覚醒し全公式戦で25ゴールの大活躍を披露した。
2020年9月3日、ブリストル・シティFCと2年契約を結んだ。
2023年2月6日、クイーンズ・パーク・レンジャーズFCに移籍した。

### 代表
父親がグラスゴー出身のため、イングランド代表とスコットランド代表のいずれかを選択することが出来た。
2006–07シーズンのノリッジでの活躍が評価され、U-19イングランド代表の一員としてUEFA U-19欧州選手権2007予選に出場した。
2014年5月、スコットランド代表初招集。ナイジェリア代表との親善試合に臨むメンバーに選出された。同試合でハーフタイムから出場し初キャップ。UEFA EURO 2016予選ジブラルタル戦で初ゴール。

## 所属クラブ
ユース
- ノリッジ・シティFC 1998-2006

プロ
- ノリッジ・シティFC 2006-2013

→ ルートン・タウンFC 2008-2009 (loan)
→ クリスタル・パレスFC 2011-2012 (loan)
→ スウィンドン・タウンFC 2012-2013 (loan)
→ ダービー・カウンティFC 2013 (loan)
- ダービー・カウンティ 2013-2020

→ フラムFC 2016-2017 (loan)
→ レディングFC 2018 (loan)
→ ハル・シティAFC 2018-2019 (loan)
- ブリストル・シティFC 2020-2023
- クイーンズ・パーク・レンジャーズFC 2023-

## 代表歴
- イングランドU-19
  - UEFA U-19欧州選手権2007予選
- スコットランド
  - UEFA EURO 2016予選
  - 2018 FIFAワールドカップ・ヨーロッパ予選

ゴール
| No. | 開催日         | 会場                       | 対戦国       | スコア | 最終結果 | 試合概要                                |
| --- | -------------- | -------------------------- | ------------ | ------ | -------- | --------------------------------------- |
| 1.  | 2015年10月11日 | エスタディオ・アルガルヴェ | ジブラルタル | 1–0    | 6–0      | UEFA EURO 2016予選                      |
| 2.  | 2016年9月4日   | Ta' Qali National Stadium  | マルタ       | 2–1    | 5–1      | 2018 FIFAワールドカップ・ヨーロッパ予選 |
| 3.  | 2017年3月26日  | ハムデン・パーク           | スロベニア   | 1–0    | 1–0      | 2018 FIFAワールドカップ・ヨーロッパ予選 |

## タイトル

### クラブ
ルートン・タウン
- フットボールリーグトロフィー (1): 2008–09

ノリッジ・シティ
- フットボールリーグ1 (1): 2009–10